# Sueglio
Sueglio är en ort och kommun i provinsen Lecco i regionen Lombardiet i Italien. Kommunen hade 162 invånare (2018).